# Крыловка (Новосибирская область)
Крыловка — посёлок в Карасукском районе Новосибирской области. Входит в состав Ирбизинского сельсовета.

## География
Площадь посёлка — 52 гектара

## Население
| 2002 | 2007 | 2010 |
| ---- | ---- | ---- |
| 314  | ↘297 | ↘251 |

## Инфраструктура
В посёлке по данным на 2007 год отсутствует социальная инфраструктура.